# Diniyar Rinatovich Bilyaletdinov
Diniyar Rinatovich Bilyaletdinov (sinh ngày 27 tháng 2 năm 1985) là một tiền vệ người Nga hiện đang chơi cho câu lạc bộ ở Nga Rubin Kazan. Anh thường chơi ở vị trí tiền vệ cánh, nhưng đã từng được sử dụng như một hậu vệ ở độ tuyển. Bố anh Rinat cũng từng là một cầu thủ chuyên nghiệp và hiện là huấn luyện viên.

## Sự nghiệp câu lạc bộ

### Lokomotiv Moscow
Một người dân của Moskva, Bilyaletdinov bắt đầu sự nghiệp ở đội bóng quê nhà Lokomotiv. Sau khi có trận ra mắt vào năm 2004, Bilyaletdinov trở thành một cầu thủ quan trọng. Trong mùa giải đầu tiên của anh đội bóng vô địch quốc gia và anh trở thành Cầu thủ trẻ xuất sắc nhất. Anh là đội trưởng của Lokomotiv ở mùa giải 2007.

### Everton
Bilyaletdinov ký hợp đồng 4 năm cùng Everton vào tháng 8 năm 2009 với một mức giá không tiết lộ, được dự đoán vào khoảng 9 triệu bảng. Anh có trận ra mắt cùng Everton khi vào sân ở phút 89 trong trận thắng 2-1 trước Wigan Athletic vào cuối tháng. Anh góp công vào cả ba bàn thắng với 2 pha kiến tạo trực tiếp trong lần đầu được ra sân từ đầu cho Everton trong trận gặp AEK Athens ở Europa League. Bilyaletdinov cũng thực hiện một pha kiến tạo cho Tim Cahill trong trận thắng 2-1 trước BATE Borisov. Bàn đầu tiên của Bilyaletdinov cho Everton ở trận gặp Wolverhampton Wanderers ở Premier League vào ngày 17 tháng 10 năm 2009. Thẻ đỏ đầu tiên anh phải nhận là trong trận gặp Aston Villa khi phạm lỗi với Stiliyan Petrov trong trận đấu mà anh cũng ghi bàn vào tháng 10 năm 2009.

## Danh hiệu
Vô địch
- Russian Premier League - 2004
- Russian Cup - 2007
- Russian Super Cup - 2005
- CIS Cup - 2005

Về nhì
- Russian Super Cup - 2008